# Бобр II
«Бобр II» (с 3 апреля 1918 года — «Бибер», с 10 ноября 1918 года — эст. «Lembit»)— канонерская лодка Российского императорского флота, затем первый боевой корабль ВМС Эстонии.

## История службы
Зачислена в списки судов Балтийского флота в 1904 году, заложена 12 июня 1906 года на судоверфи Невского судостроительного и механического завода в Санкт-Петербурге, спущена на воду 12 июня 1907 года, вступила в строй 6 августа 1908 года. После вступления в строй выведена в резерв, а в 1909 году зачислена в Учебно-артиллерийский отряд.
С 1910 года канонерская лодка находилась в составе 2-й минной дивизии, базировалась на Свеаборг.
С началом Первой мировой войны вошла в состав флангово-шхерной позиции, выставляла мины в Рижском заливе, обстреливала побережье, оказывая поддержку сухопутным войскам. В 1917 году переведена в Або. В апреле 1918 года лодка была брошена экипажем в порту и захвачена немецкими и финскими войсками, после чего уведена ими в Эстонию, где переоборудована в плавучую мастерскую «Бибер».
После революции в Германии корабль в плохом техническом состоянии, без орудийных замков, достался эстонцам, став одним из первых боевых кораблей эстонских ВМС. Через месяц, после заводского ремонта, под именем «Лембит», лодка принимает участие в отражении наступления на Ревель частей Красной армии. 24 и 26 декабря «Лембит» во главе отряда из кораблей «Лайне» и «Лут» успешно провёл две первые боевых операции эстонского флота, высадив демонстративные разведывательные десанты в порты Кунде и Локса.  Во время Наступления Северного корпуса летом 1919 года «Лембит» неоднократно осуществлял высадку и прикрытие десантов в тылу советских войск.
Лодка находилась в составе эстонского флота до 1927 года, когда была сдана на слом.